# Ratko Buljan
Ratko Buljan (Podosoje (Runović), 21. travnja 1943. – Zagreb, 29. svibnja 1989.) je hrvatski kazališni, televizijski i filmski glumac. Diplomirao je na Akademiji dramskih umjetnosti u Zagrebu 1969. Nastupao je u brojnim kazalištima i na festivalima, a široku popularnost stekao je kao radijski i TV spiker i voditelj.

## Televizijske uloge
- "Sumorna jesen" kao Svileni (1969.)
- "Fiškal" kao Vilko (1970.)
- "U registraturi" (1974.)
- "Kapetan Mikula Mali" kao Andro (1976.)
- "Nikola Tesla" (1977.)
- "Đavolje sjeme" (1979.)
- "Velo misto" kao Toni (1980. – 1981.)
- "Nepokoreni grad" (1982.)
- "Dvanaestorica žigosanih (serija)" kao svećenik (1988.)
- "Ptice nebeske" (1989.)

## Filmske uloge
- "Sjenke" (1968.)
- "Đavolji rep" (1967.)
- "Žur u Magdelandu" (1968.)
- "Laura" (1968.)
- "Posljednji Stipančići" (1968.)
- "Crni kišobran" (1969.)
- "Kapetan Mikula Mali" kao Andro (1974.)
- "Vlak u snijegu" kao učitelj (1976.)
- "Akcija stadion" kao ilegalac (1977.)
- "Posljednji podvig diverzanta Oblaka" (1978.)
- "Trofej" kao Milan Tomić (1978.)
- "Novinar" kao odvjetnik (1979.)
- "Povratak" kao Vale (1979.)
- "Luda kuća" (1980.)
- "Zadarski memento" kao narator (1984.)

## Vanjske poveznice
- Ratko Buljan u internetskoj bazi filmova IMDb-u (engl.)